# 孫崇墉
孫崇墉（?—?），湖北省漢陽府孝感縣人，清朝政治人物、進士出身。
光緒九年（1883年），参加癸未科殿試，登進士二甲112名。同年五月，著以主事分部学习。